# José María Albors Brocal
José María Albors Brocal (m. 1951) fou un polític valencià. Militant del Partit Conservador, fracció liderada per Antonio Hernández Lázaro fou nomenat alcalde de València l'1 d'abril de 1922 per un decret del govern de José Sánchez Guerra y Martínez, quan era governador civil de la província de València José Calvo Sotelo. Deixà l'alcaldia el 21 de febrer de 1923.